# ЮПШ
ЮПШ (юношеская планёрная школа) — авиационно-спортивная секция, в которой дети школьного возраста учатся самостоятельно летать на одноместных планёрах. В движение планёр приводится специальной лебедкой.

## История
Первая ЮПШ образовалась в конце 1961 года в Москве. При 2-м московском планерном клубе была организована экспериментальная группа, которую возглавила Зоя Федоровна Макарова. Её супруг Вячеслав Николаевич Макаров разработал специальную лебедку с “бесконечным” тросом, которая использовалась для буксировки планёров. Основным учебным планёром в ЮПШ являлся Бро-11/Бро-11М, создателем которого является литовский конструктор Бронис Ошкинис (Bronius Oškinis).
В системе спортивной авиации СССР данные школы рассматривалась как ступень перед аэроклубом или лётным училищем.
Московская ЮПШ несколько раз меняла свой адрес и переезжала. С 1965 по 1968 год базировалась на аэродром "Чертаново", где курсанты летали на одноместных планёрах КАИ-11 и двухместных КАИ-12 "Приморец", а учебный класс с натурным тренажёром планера КАИ-11 находился недалеко от метро Академическая в подвале жилого дома  на улице Бабушкина. В связи с жилищной застройкой Северного и Южного Чертаново ЮПШ перевели на аэродром "Клязьма", а затем вернули в Москву.  До момента своего закрытия в связи с распадом СССР,  курсанты Московской ЮПШ теорию изучали  на Савёловской, а летали в Тушино пересев опять на Бро-11.
Также в Москве существовала ЮПШ при ОКБ Сухого, созданная по инициативе генерального конструктора Симонова Михаила. Эта школа была последней действующей ЮПШ, начавшей свою деятельность ещё в СССР. Полёты производились на прилегающем к КБ Центральном аэродроме. При планировании реконструкции Ходынского поля, где находился Центральный аэродром, озвучивались планы о создании ЮПШ на месте аэродрома.
Известные российские авиационные спортсмены Капанина Светлана и Виктор Чмаль значились как лётчики-инструкторы пилотажной группы — юношеской планёрной школы "ОКБ Сухого".,
Система ЮПШ в советские годы существовала не только в Москве, она активно развивалась в Литве, где производились планера используемые в ЮПШ. Также ЮШП работали и в других республиках СССР. Сообщается о 66 ЮПШ в СССР по состоянию к концу 80-х началу 90-х годов.

## Современное состояние

### ЮПШ в Литве
Наиболее активно направление ЮПШ на постсоветском пространстве развивалось в современной Литве, где возраст обучаемых был снижен до 9 лет. По состоянию на 2017 год в Литве действовало порядка 10 школ (среди них школа в Поцунае, Алитусе, Каунас) Между воспитанниками школ проводятся соревнования. В этих соревнованиях принимала участие сборная команда из России (Калининград).
Один из форматов обучения в литовских ЮПШ это летние лагеря, в которые приезжают дети из стран Европы. Мероприятие проводится на платной основе и при поддержке национальных отделений Rotaty Club,

### ЮПШ в России
По состоянию на 2024 год в России действуют ЮПШ в порядка 10 регионах, среди них:
- Геленджик[17]
- Калининград  (МБУ ДО СШ № 11) [18].
- Магадан[19]
- Москва (Планерный клуб аэродром Щекино) [20]
- Москва (ЮПШ аэродрома Вихрево)
- Невьянск, Свердловская область (полеты на аэродроме Быньги, Нижнетагильский АСК)[21]
- Новосибирск - Юношеская планерная школа имени В. М. Рыцарева [22]. В этом регионе ЮПШ имеет большую историю. [23]. Данная ЮПШ создана 3 июля 2013 года, а практические полёты начались в 2018 г.[24]
- Иркутск
- Ишим
- Улан-Удэ
- Урай (Ханты-Манскийский АО)[25]
- Сыктывкар

Заявляли о планах создания ЮПШ:
- Республика Саха [26]
- Бурятия[27]
- Томск[28]

## Правовая сторона
До 2019 года вопросы правового регулирования деятельности таких школ в России были неочевидны и это усложняло создание новых. Но в 2019 году в правилах российского планерного спорта появился новый класс - начальный, который был введен для регулирования деятельности ЮПШ. Одновременно обновились ЕВСК по виду спорта, где указывается явно возраст, с которого дети могут получать разряд после участия в соревнованиях (12 лет). Нижний возрастной порог не определен, что позволяет начинать подготовку с любого разумного возраста. 
11 января 2022 были утверждены изменения в ЕВСК поднявшие верхний возраст спортсменов ЮПШ с 15 до 16 лет. Т.е. теперь в соревнованиях могут принимать участие дети 16 лет.
В 2022 году был утвержден Минюстом Федеральный стандарт по планерному спорту, который посвящен в том числе и ЮПШ и содержит положения, которые позволяют организовывать ЮПШ в организациях с государственным финансированием.
Федерация планерного спорта России активно занимается вопросами развития ЮПШ в России. 15 апреля 2016 года в Москве прошёл круглый стол, посвящённый развитию ЮПШ в России, который собрал большую часть представителей отечественных ЮПШ, а также организаций заинтересованных в создании ЮПШ.

## Соревнования
- 12-17 августа 2022 г. — Первенство России, аэр. Бердск-Центральный (Новосибирск). Первое в истории современной России официальное Первенство.[34],[35]
- 10-15 августа 2023 г. — Всероссийские соревнования по планерному спорту в спортивной дисциплине «класс-начальный». аэр. Бердск-Центральный, Новосибирск.
- 18-22 августа 2023 г. — Первенство по планерному спорту в спортивной дисциплине «класс-начальный», Калининград аэр. Дева».[36]
- 22-29 июня 2024 г. — Первенство России по планерному спорту среди спортсменов в возрасте от 12 до 16 лет "класс-начальный". Московская область, аэр. «Большое Грызлово».

Золото: Грачев Денис (Московская область - аэродром «Вихрево»);
Серебро: Некрасов Леонид (Калининградская область);
Бронза: Лазарев Юрий (Краснодарский край).

## Упражнения
Соревнования по ЮПШ включают в себя следующие упражнения:
- Пробежка (планер не должен открываться от земли)
- База
- Профиль
- Точность

Пробежка
Пилот должен обеспечить прямолинейное движение по полю на колесах (или лыже) без отрыва от поверхности. Задача участника — выдерживание направления движения планера без кренов и с нулевым тангажом.
База
Планер выполняет прямолинейное движение при помощи тяги на высоте 1 метр между поверхностью летного поля и нижней частью планера. Задача участника — точное выдерживание направления движения планера вдоль троса на протяжении всего упражнения, выдерживание высоты полета 1 метр на всей длине мерной базы (от 100 метров и более) без кренов.
Профиль
Планер выполняет прямолинейное движение при помощи тяги с подъемом на высоту до 5 метров между поверхностью летного поля и нижней частью планера. Задача участника — точное выдерживание направления движения планера вдоль троса СМС на протяжении всего упражнения, выдерживание заданной высоты полета на всей длине мерной базы без кренов.
Точность
Планер выполняет прямолинейное движение при помощи тяги с подъемом на высоту до 5 метров. Дистанция от точки старта до линии точного приземления площадки не ближе 200 метров. Планирование выполняется на наивыгоднейшей скорости с нормальной посадкой и пробегом планера в пределах заданной площадки точного приземления.

## Планера для ЮПШ
В действующих в настоящее время в России юношеских планерных школах используется два типа планеров - Лак-16 и Бро-11МС. В Литве применяется только Лак-16. Бро-11МС произведены уже в настоящее время и являются современными изделиями. Бро-11МС производится при СИБНИИА им. Чаплыгина. В оригинальную конструкцию внесен ряд изменений:
- Модернизированы узлы навески крыла, основная стойка планёра, переработано крепление шасси. Теперь оно включает два амортизатора
- Сидение заменено стеклопластиковым и имеет ортопедическую форму.
- Фанерный обтекатель заменен на стеклопластиковый, более обтекаемый.

По советской классификации эти планера относятся к "учебным".. За рубежом их относят к т.н. Primary glider. Еще одно название для таких планеров - "школьный" или "детский" как в Литве ("vaikų sklandymas). Согласно российским авиационным нормативным правилам такие аппараты к относятся воздушным судам меньше 115 килограмм, которая является дерегулированной категорией и не требует никаких документов (регистрации, сертификата летной годности, пилотского и страховки).
- BRO-11[англ.] планер литовского конструктора Брониса Юозовича Ошкиниса (Bronius Oškinis).
- LAK-16[англ.] планер инициативно разработан в 1986 году сотрудниками литовского планерного завода[40]

Существуют и другие планера из данной категории, например немецкий SG 38, но они обычно не применяются в ЮПШ поскольку более летучие.